# Cettigne
Cettigne (in montenegrino Cetinje; in cirillico Цетиње) è una città del Montenegro.
Antica capitale reale del Paese, al censimento del 2011 vantava una popolazione di 14 093 abitanti, mentre la sua municipalità contava 16.657 residenti. Oggi è sede della residenza ufficiale del Presidente del Montenegro.
Fondata nel XV secolo come monastero ortodosso, divenne il centro della vita economica, culturale e religiosa del Montenegro.

## Geografia
Cettigne è situata su un altopiano carsico, alle pendici orientali del monte Lovćen, a 35 km ad ovest dalla capitale nazionale Podgorica.

## Storia
La sua costruzione iniziò nel 1482, quale ultima roccaforte del re dello stato medievale del Principato di Zeta, Ivan Crnojevic. Nella ritirata di fronte agli invasori ottomani, il sovrano montenegrino simbolo della resistenza si fermò in una piccola piana in mezzo al paesaggio carsico dell'altopiano del Lovcen, e vi costruì il palazzo reale e, dopo due anni, anche il monastero dove s'insediò l'arcivescovo di Zeta. Così questo piccolo e insignificante paesino divenne un fulcro nella storia del Montenegro.
La nascita della nuova Cettigne segna anche la fine dello stato medievale di Zeta e l'inizio della nuova storia montenegrina. Non divenne mai una vera città, ma in nessun modo può essere definita un grande villaggio in quanto non ebbe mai alcun carattere rurale, né è mai stata una fortezza: era e conserva la forma urbis di fulcro politico e spirituale dell'ultimo stato libero nei Balcani ottomani.
Nel 1692 il pascià di Scutari, in un'incursione devastatrice, rase al suolo la città e il suo monastero. Ma in vent'anni la città venne di nuovo ricostruita, per poi essere subito distrutta una seconda volta dal visir turco della Bosnia. Nel 1838 venne costruito il palazzo di Bilijarda, nuova sede reale. Nel periodo di regno del principe Nicola (a partire dal 1860), Cettigne conobbe un periodo di rapida crescita urbana e demografica.
Al Congresso di Berlino, nel 1878, il Montenegro ottenne il riconoscimento anche formale della sua sovranità e questo creò un periodo di pace e di sviluppo della capitale Cettigne. Essendo una capitale, vi furono costruite diverse sedi diplomatiche, come quelle di Austria-Ungheria, Regno Unito, Italia, Russia e Francia, ancora esistenti e considerate tra i più begli edifici della città. Vi fu un grande sviluppo edilizio pubblico, fortemente voluto dal principe Nicola, che comportò la costruzione del nuovo palazzo reale, di un albergo e dell'ospedale. Con la proclamazione del regno del Montenegro, nel 1910, Cettigne, oltre a vedere innalzarsi il nuovo palazzo del Governo, con i suoi 5 895 abitanti divenne la più piccola capitale del mondo. Nel 1916 fu occupata dalle truppe austroungariche.
Nel 1918, dopo l'unione del Montenegro al neonato Regno dei Serbi, Croati e Sloveni, la cittadina divenne capoluogo della Banovina della Zeta, una delle province iugoslave che comprendeva anche la Dalmazia meridionale, l'Erzegovina orientale, parti del Sangiaccato e della Metochia. Nel 1941, con l'occupazione italiana del Montenegro, Cettigne venne conquistata dalle truppe della 18ª Divisione fanteria "Messina" e subito dopo proclamata capitale del Regno del Montenegro, stato fantoccio dell'Italia fascista. Nel novembre 1944 fu liberata dai partigiani titini. Dopo la fine della seconda guerra mondiale, nonostante il trasferimento della capitale della neocostituita Repubblica Popolare di Montenegro a Titograd, Cettigne rimase incontrastata capitale spirituale e culturale del paese.

## Monumenti e luoghi d'interesse

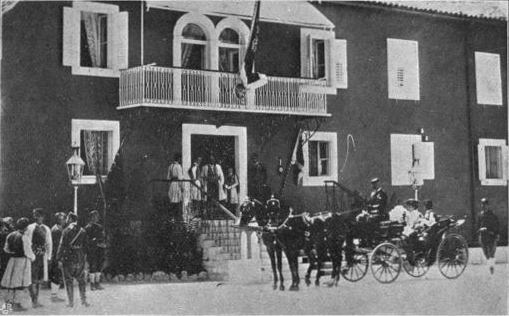
Il palazzo reale nel 1906.

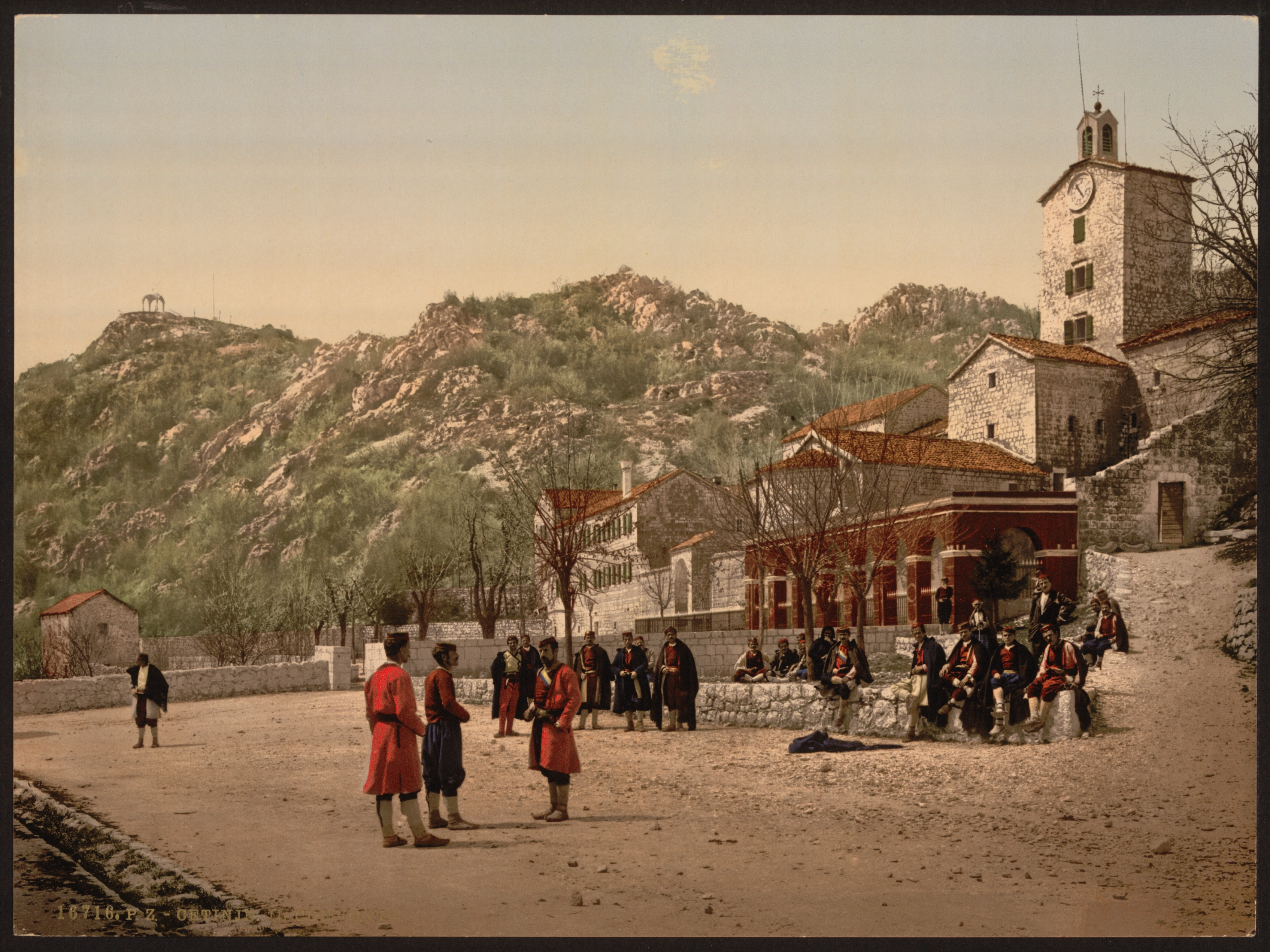
Il monastero tra il 1890 e il 1900.

### Architetture civili
- Il palazzo di Re Nicola, costruita nel 1867 per soddisfare le esigenze del principe Nicola I del Montenegro, ora sede del Museo nazionale del Montenegro.
- Il palazzo Biljarda era l'antica sede reale, edificata nel 1838. Ora sede di un museo, ospita opere, fra gli altri, del pittore Pietro Pocek, nativo di Cettigne ma naturalizzato italiano. Al suo interno è conservata una grandissima carta geografica a rilievo del Montenegro, costruita dai cartografi austro-ungarici per avere una migliore visione del territorio occupato. A causa delle sue dimensioni fuori dall'usuale, sono stati costruiti un palco e un ponte che la sovrasta, per garantire una buona visione.
- Il Palazzo Azzurro, un tempo era la residenza del principe erede al trono. Attualmente è la residenza ufficiale del Presidente del Montenegro.
- Le sedi delle antiche ambasciate vennero costruite dopo il 1878 dalle principali potenze dell'epoca: Impero d'Austria, Francia, Impero russo, Regno d'Italia e Gran Bretagna.
- L'istituto scolastico femminile, fu fatto costruire dalla zarina di Russia Maria Aleksandrovna.
- Il palazzo Vladin dom, ex sede del governo, fu ultimato nel 1910, ed era il palazzo più lussuoso della città.
- Ponte di Danilo, nella località di Rijeka Crnojevića.

### Architetture religiose
- Monastero di Cettigne, costruito tra il 1701 e il 1704.
- Chiesa valacca, originaria del 1450 fu ristrutturata nel 1864. Il suo recinto è costruito con le canne dei fucili nemici dal 1858 al 1878.
- La chiesa "Na Cipuru", dedicata a Maria Vergine, venne costruita sui resti di un monastero e un tempo fu la cappella di corte.

## Cultura

### Istruzione

#### Biblioteche
Cettigne ospita la Biblioteca nazionale del Montenegro, fondata nel 1893, è situata all'interno delle ex-ambasciate di Italia e Francia.

### Musei
A Cettigne si può visitare il museo del denaro, si tratta di un museo della banca centrale del Montenegro specializzato nella raccolta e nell'esposizione di denaro e altri materiali numismatici provenienti dal territorio del Montenegro.

### Religione

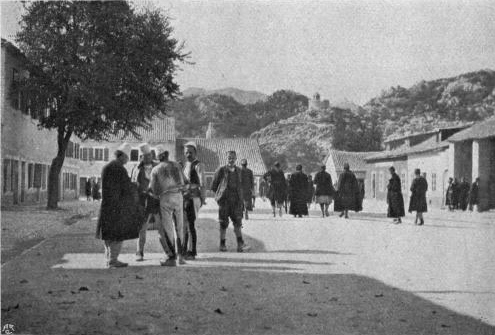
Albanesi in una strada di Cettigne nel 1906.

Presso il Monastero di Cettigne ha sede la Metropolia del Montenegro e del Litorale della Chiesa ortodossa serba mentre nella Cappella di Gruda ha sede la Chiesa ortodossa montenegrina.

### Teatro
Il teatro di Cettigne, il Zetski dom, fu il primo ad essere costruito nel Montenegro.

## Geografia antropica
Il comune ha una popolazione di 18.482 abitanti, gran parte della popolazione è concentrata nel capoluogo, mentre nessun'altra località supera il migliaio di abitanti.

### Località

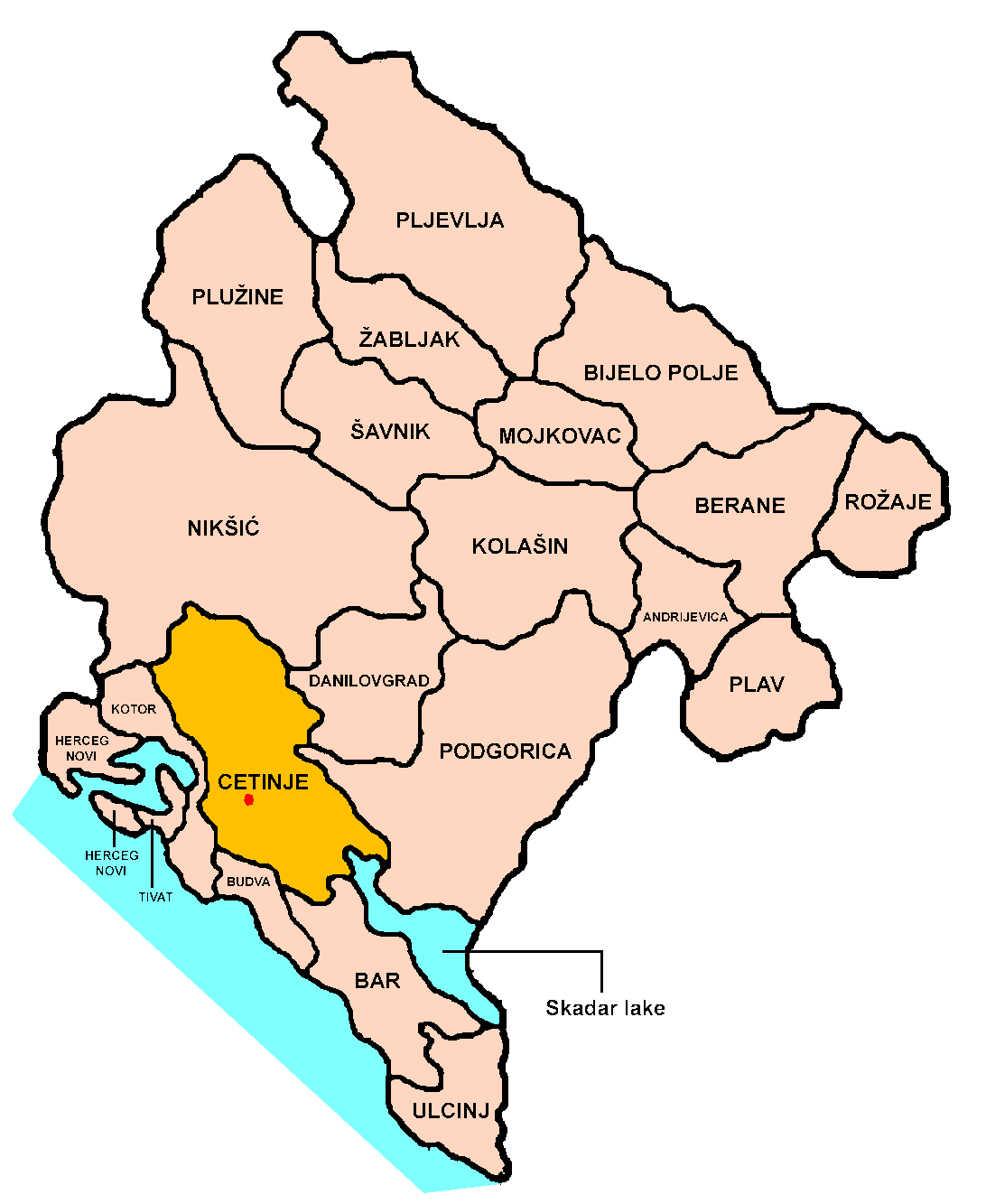
Comune di Cettigne

Il comune di Cettigne ha 94 località:
| - Bajice - Barjamovica - Bijele Poljane - Bjeloši - Bobija - Boguti - Bokovo - Velestovo - Vignjevići - Vojkovići - Vrba - Vrela - Vuči Do - Gađi - Gornja Zaljut | - Gornji Ceklin - Grab - Gradina - Građani - Dide - Dobrska Župa - Dobrsko Selo - Dodoši - Donja Zaljut - Donje Selo - Dragomi Do - Drušići - Dubovik - Dubovo - Dugi Do | - Dujeva - Đalci - Đinovići - Erakovići - Žabljak - Žanjev Do - Zabrđe - Zagora - Začir - Izvori - Jankovići - Jezer - Kobilji Do - Kopito - Kosijeri | - Kranji Do - Kućišta - Lastva o Lastua - Lipa - Lješev Stub - Majstori - Malošin Do - Markovina - Meterizi - Mikulići - Milijevići - Mužovići - Njeguši - Obzovica - Ožegovice | - Oćevići - Očinići - Pačarađe - Pejovići - Petrov Do - Poda - Podbukovica - Prevlaka - Prediš - Prekornica - Prentin Do - Proseni Do - Radomir - Raičevići - Rvaši | - Resna - Ržani Do - Rijeka Crnojevića - Riječani - Rokoči - Smokovci - Tomići - Trešnjevo - Trnjine - Uba - Ubli - Ublice - Ugnji - Ulići - Cettigne | - Čevo - Češljari - Šinđon - Štitari |

## Infrastrutture e trasporti

### Strade
Cettigne è unita a Podgorica e alla cittadina costiera di Budua dalla strada maestra M-10. La strada regionale R-1, nota per i suoi tornanti e la vista mozzafiato, invece unisce la cittadina con il porto di Cattaro.

## Sport

### Calcio
La squadra principale della città è il Lovćen, il più antico club calcistico montenegrino, fondato il 20 giugno 1913. Nella stagione 2013-14 ha vinto la Coppa del Montenegro.

### Pallamano
L'RK Lovćen è la principale squadra di pallamano della cittadina e vanta nella sua bacheca numerosi titoli nazionali.

## Amministrazione

### Gemellaggi
Cettigne è gemellata con:
- Scutari
- Siena, dal 2023
- Novo Sarajevo
- Velika Kladuša
- Veliko Tărnovo
- Fiume
- Norimberga
- Nauplia
- Gaeta
- Sinaia
- Mali Iđoš
- Vranje
- Gaziantep
- Charkiv